# 호콘 4세

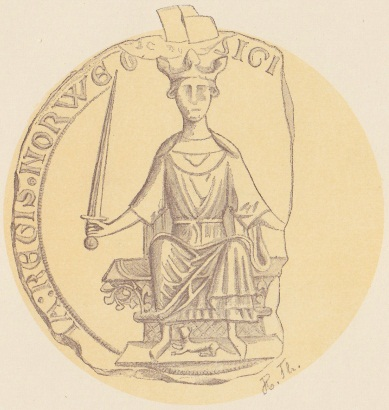
호콘 4세의 인장

호콘 4세(노르웨이어: Haakon IV, 1204년 3월 또는 1204년 4월 ~ 1263년 12월 16일) 또는 호콘 호콘손(노르웨이어: Håkon Håkonsson, 고대 노르드어: Hákon Hákonarson)은 노르웨이의 국왕(재위: 1217년 6월 ~ 1263년 12월 16일)이다. 스베리르 가 출신이다.

## 생애
호콘 3세 국왕의 아들로 태어났으며 1204년 호콘 3세가 반대파에 의해 암살당했다. 1217년에는 귀족들의 지원을 통해 노르웨이의 국왕으로 즉위했다.
1217년에는 잉글랜드의 헨리 3세 국왕과 통상 조약을 체결했다. 이 조약에 따라 노르웨이는 특산품인 절인 청어, 건어물과 같은 해산물, 목재 등을 다른 나라에 수출하고 잉글랜드로부터는 곡물, 무기, 모직물을 수입하는 무역을 통해 크게 발전했다. 1247년에는 로마 교황 사절단으로부터 왕관을 받았다. 1250년에는 한자 동맹과 통상 조약을 체결하면서 독일의 여러 도시들이 노르웨이의 상업을 주도했다.
친정을 시작한 이후에는 옛 귀족 폐지, 농민의 상류층 편입, 법률과 관습의 성문화, 살인·유부녀 약탈, 친족에 의한 피의 복수 금지 등의 정책을 시행하면서 호족이 지배하던 노르웨이의 옛 사회 질서에 타격을 가했다. 또한 왕실 고문 회의 기구를 설립하고 왕권 강화를 추진했으며 적자에 의한 왕위 계승법 제정 등 노르웨이의 정치 체제를 확립했다.
군사적인 면에서는 무역에서 모은 재산을 통해 군사력을 증강하는 한편 적극적인 영토 확장을 시행했다. 이를 계기로 노르웨이는 스칸디나비아반도의 2/3, 아이슬란드, 그린란드, 맨섬, 스코틀랜드의 일부에 달하는 영토를 확장하면서 북해의 패권을 거머쥐었다. 그렇지만 대규모 원정, 새 영토의 개척, 노르웨이 각지에서 전개된 대성당 및 수도원 건설, 서양 문물의 번역 등 대규모 사업으로 인해 치세 말기에는 심각한 재정난을 초래했다.
1263년 12월 16일 스코틀랜드 오크니 제도 원정에 나서던 도중에 병으로 쓰러지면서 급사했다. 이를 계기로 노르웨이는 급속히 쇠퇴하게 된다. 노르웨이의 왕위는 아들인 망누스 6세가 승계받았다.
| 전임 잉에 2세 | 노르웨이의 국왕 1217년 6월 ~ 1263년 12월 16일 | 후임 망누스 6세 |